# تپه داوود کنگر شاه علیا
تپه داوود کنگر شاه علیا مربوط به عصر مس - است و در شهرستان صحنه، بخش مرکزی، روستای کنگر شاه علیا واقع شده و این اثر در تاریخ ۴ خرداد ۱۳۸۴ با شمارهٔ ثبت ۱۱۸۱۰ به‌عنوان یکی از آثار ملی ایران به ثبت رسیده است.